# コントライト
コントライト (Contrite) とは、アメリカ生まれの競走馬、種牡馬である。

## 経歴
2歳から3歳にかけてアイルランドで競走馬生活を送り、マドリッドフリーハンデに優勝し、重賞のガリニュールステークスで2着となった。競走馬引退後は種牡馬として、ネヴァーセイダイ産駒の種牡馬が成功を収めていた日本に輸入された。初年度産駒からいきなり中央競馬顕彰馬のテンポイントを出し、その後も中山大障害2勝のキングスポイントや南関東二冠馬タカフジミノルらを送り出したが、1980年代に入ってからの産駒からはほとんど活躍馬を送り出せなかった。

## おもな産駒
- テンポイント（天皇賞（春）、有馬記念、阪神3歳ステークス）
- キングスポイント（中山大障害（春）、中山大障害（秋）、阪神障害ステークス（春）2勝、阪神障害ステークス（秋））
- タカフジミノル（東京ダービー、羽田盃）
- ガールライヒ（関東オークス、クイーン賞2勝、キヨフジ記念）
- ミヤコゲリエ（ゴールドジュニア）
- ジンライ（MRO金賞）

## ブルードメアサイアーとしてのおもな産駒
- フジヤマケンザン（香港国際カップ、中山記念、金鯱賞、中日新聞杯）
- ツキノマイヒメ（岐阜王冠賞、岐阜金賞、サラブレッドチャレンジカップ）
- エヌケーオージ（北関東ダービー）

## 血統

### 血統表
| コントライト(Contrite)の血統        | コントライト(Contrite)の血統                          | コントライト(Contrite)の血統                          | （血統表の出典）                                      | （血統表の出典） |
| 父系                                | ナスルーラ系                                          | ナスルーラ系                                          | ナスルーラ系                                          | [ § 2 ]          |
| 父 Never Say Die 1951 栗毛 アメリカ | 父の父Nasrullah 1940 鹿毛 イギリス                    | Nearco                                                | Pharos                                                | Pharos           |
| 父 Never Say Die 1951 栗毛 アメリカ | 父の父Nasrullah 1940 鹿毛 イギリス                    | Nearco                                                | Nogara                                                |                  |
| 父 Never Say Die 1951 栗毛 アメリカ | 父の父Nasrullah 1940 鹿毛 イギリス                    | Mumtaz Begum                                          | Blenheim                                              | Blenheim         |
| 父 Never Say Die 1951 栗毛 アメリカ | 父の父Nasrullah 1940 鹿毛 イギリス                    | Mumtaz Begum                                          | Mumtaz Mahal                                          |                  |
| 父 Never Say Die 1951 栗毛 アメリカ | 父の母Singing Grass 1944 栗毛 アメリカ                | War Admiral                                           | Man o'War                                             | Man o'War        |
| 父 Never Say Die 1951 栗毛 アメリカ | 父の母Singing Grass 1944 栗毛 アメリカ                | War Admiral                                           | Brushup                                               |                  |
| 父 Never Say Die 1951 栗毛 アメリカ | 父の母Singing Grass 1944 栗毛 アメリカ                | Boreale                                               | Vatout                                                | Vatout           |
| 父 Never Say Die 1951 栗毛 アメリカ | 父の母Singing Grass 1944 栗毛 アメリカ                | Boreale                                               | Galaday                                               |                  |
| 母 Penitence 1961 黒鹿毛 イギリス   | 母の父Petition 1944 黒鹿毛 イギリス                   | Fair Trial                                            | Fairway                                               | Fairway          |
| 母 Penitence 1961 黒鹿毛 イギリス   | 母の父Petition 1944 黒鹿毛 イギリス                   | Fair Trial                                            | Lady Juror                                            |                  |
| 母 Penitence 1961 黒鹿毛 イギリス   | 母の父Petition 1944 黒鹿毛 イギリス                   | Art Paper                                             | Artist's Proof                                        | Artist's Proof   |
| 母 Penitence 1961 黒鹿毛 イギリス   | 母の父Petition 1944 黒鹿毛 イギリス                   | Art Paper                                             | Quire                                                 |                  |
| 母 Penitence 1961 黒鹿毛 イギリス   | 母の母Bootless 1951 鹿毛 イギリス                     | The Cobbler                                           | Windsor Slipper                                       | Windsor Slipper  |
| 母 Penitence 1961 黒鹿毛 イギリス   | 母の母Bootless 1951 鹿毛 イギリス                     | The Cobbler                                           | Overture                                              |                  |
| 母 Penitence 1961 黒鹿毛 イギリス   | 母の母Bootless 1951 鹿毛 イギリス                     | Careless Nora                                         | Panorama                                              | Panorama         |
| 母 Penitence 1961 黒鹿毛 イギリス   | 母の母Bootless 1951 鹿毛 イギリス                     | Careless Nora                                         | Careless F-No.4-p                                     |                  |
| 母系(F-No.)                         | 4号族(FN:4-p)                                         | 4号族(FN:4-p)                                         | 4号族(FN:4-p)                                         | [ § 3 ]          |
| 5代内の近親交配                     | Pharos(Fairway) 4x4=12.50%、 Lady Josephine 5x5=6.25% | Pharos(Fairway) 4x4=12.50%、 Lady Josephine 5x5=6.25% | Pharos(Fairway) 4x4=12.50%、 Lady Josephine 5x5=6.25% | [ § 4 ]          |
| 出典                                | 1. 2. 3. 4.                                           | 1. 2. 3. 4.                                           | 1. 2. 3. 4.                                           | 1. 2. 3. 4.      |

### 近親
- 半妹Delmora - ムーラン・ド・ロンシャン賞優勝。